# Кратес
Кратес (грч. Κράτης) био је атински песник старе комедије. 
Он је три пута победио у градској Дионизији, најпре вероватно 450. године пре нове ере. Његова каријера се очигледно завршила 424. пре Христа, када га Аристофан приказује у Витезовима као лик из прошлости. Пре него што је почео да пише, био је глумац.
Аристотел у Поетици тврди да је Кратес био први песник који је створио комплетне заплете, што сачувани фрагменти његових дела подржавају. Његов стил комедије је стога очигледно био прилично другачији од Аристофанових више политичких и актуелних дела, а до краја четвртог века пре нове ере ово је био доминантан стил комедије. Такође је наводно био први атински комични песник који је написао пијани лик.
Сачувано је шездесет фрагмената (четири оспореног ауторства). Према Суди и анонимном писцу комедије, написао је седам комада; други извор наводи осам. Приписује му се једанаест наслова:

## Дела
- Geitones (Neighbours)[5]
- Eortai (Feasts)[8]
- Heroes (Heroes)[5]
- Theria (Wild Beasts)[5]
- Lamia (Lamia)[5]
- Metoikoi (Metics)[9]
- Paidiai (Games)[10]
- Pedetai (Men In Chains)[5]
- Rhetores (Politicians)[11]
- Samioi (The Samians)[5]
- Tolmai (Daring Deeds)[12]